# Małkowice (Basses-Carpates)
Pour les articles homonymes, voir Małkowice.
Małkowice est une localité polonaise de la gmina d'Orły, située dans le powiat de Przemyśl en voïvodie des Basses-Carpates.